# Lista odcinków serialu Community
Poniżej znajduje się lista odcinków serialu telewizyjnego Community – emitowanego przez amerykańską stację telewizyjną  NBC od 17 września 2009 roku do 17 kwietnia 2014 roku. Od 6 sezon serial jest emitowany przez platformę internetową Yahoo! – od 17 marca 2015 roku. W Polsce jest emitowany przez stację FOX od 29 sierpnia 2011 roku.
| Sezon | Sezon | Odcinki | Oryginalna emisja | Oryginalna emisja | Oryginalna emisja | Oryginalna emisja | Oryginalna emisja |
| Sezon | Sezon | Odcinki | Premiera sezonu   | Finał sezonu      | Premiera sezonu   | Finał sezonu      |                   |
| ----- | ----- | ------- | ----------------- | ----------------- | ----------------- | ----------------- | ----------------- |
|       | 1     | 25      | 17 września 2009  | 20 maja 2010      | 29 sierpnia 2011  | 21 listopada 2011 |                   |
|       | 2     | 24      | 23 września 2010  | 12 maja 2011      | 21 listopada 2011 | 6 lutego 2012     |                   |
|       | 3     | 22      | 22 września 2011  | 17 maja 2012      | 26 kwietnia 2012  | 5 lipca 2012      |                   |
|       | 4     | 13      | 7 lutego 2013     | 9 maja 2013       | 24 kwietnia 2013  | 5 czerwca 2013    |                   |
|       | 5     | 13      | 2 stycznia 2014   | 17 kwietnia 2014  | 9 kwietnia 2014   | 21 maja 2014      |                   |
|       | 6     | 13      | 17 marca 2015     | 2 czerwca 2015    | 14 kwietnia 2015  | 7 lipca 2015      |                   |

## Sezon 1 (2009-2010)
W Polsce premierowe odcinki serialu Community sezon 1 i 2  były emitowane od 29 sierpnia 2011 do 6 lutego 2012 na kanale FOX.
| #  | Tytuł                           | Reżyseria                | Scenariusz                   | Premiera NBC         | Premiera FOX         |
| -- | ------------------------------- | ------------------------ | ---------------------------- | -------------------- | -------------------- |
| 1  | Pilot                           | Anthony Russo, Joe Russo | Dan Harmon                   | 17 września 2009     | 29 sierpnia 2011     |
| 2  | Spanish 101                     | Joe Russo                | Dan Harmon                   | 24 września 2009     | 29 sierpnia 2011     |
| 3  | Introduction to Film            | Anthony Russo            | Tim Hobert, Jon Pollack      | 1 października 2009  | 5 września 2011      |
| 4  | Social Psychology               | Anthony Russo            | Liz Cackowski                | 8 października 2009  | 5 września 2011      |
| 5  | Advanced Criminal Law           | Joe Russo                | Andrew Guest                 | 15 października 2009 | 12 września 2011     |
| 6  | Football, Feminism and You      | Joe Russo                | Hilary Winston               | 22 października 2009 | 12 września 2011     |
| 7  | Introduction to Statistics      | Justin Lin               | Tim Hobert, Jon Pollack      | 29 października 2009 | 19 września 2011     |
| 8  | Home Economics                  | Anthony Russo            | Lauren Pomerantz             | 5 listopada 2009     | 19 września 2011     |
| 9  | Debate 109                      | Joe Russo                | Tim Hobert                   | 12 listopada 2009    | 26 września 2011     |
| 10 | Environmental Science           | Seth Gordon              | Zach Paez                    | 19 listopada 2009    | 26 września 2011     |
| 11 | The Politics of Human Sexuality | Anthony Russo            | Hilary Winston               | 3 grudnia 2009       | 3 października 2011  |
| 12 | Comparative Religion            | Adam Davidson            | Liz Cackowski                | 10 grudnia 2009      | 3 października 2011  |
| 13 | Investigative Journalism        | Joe Russo                | Jon Pollack, Tim Hobert      | 14 stycznia 2010     | 10 października 2011 |
| 14 | Interpretive Dance              | Justin Lin               | Lauren Pomerantz             | 21 stycznia 2010     | 10 października 2011 |
| 15 | Romantic Expressionism          | Joe Russo                | Andrew Guest                 | 4 lutego 2010        | 17 października 2011 |
| 16 | Communication Studies           | Adam Davidson            | Chris McKenna                | 11 lutego 2010       | 17 października 2011 |
| 17 | Physical Education              | Anthony Russo            | Jessie Miller                | 4 marca 2010         | 24 października 2011 |
| 18 | Basic Genealogy                 | Ken Whittingham          | Karey Dornetto               | 11 marca 2010        | 24 października 2011 |
| 19 | Beginner Pottery                | Anthony Russo            | Hilary Winston               | 18 marca 2010        | 31 października 2011 |
| 20 | The Science of Illusion         | Adam Davidson            | Zach Paez                    | 25 marca 2010        | 31 października 2011 |
| 21 | Contemporary American Poultry   | Tristram Shapeero        | Emily Cutler, Karey Dornetto | 22 kwietnia 2010     | 7 listopada 2011     |
| 22 | The Art of Discourse            | Adam Davidson            | Chris McKenna                | 29 kwietnia 2010     | 7 listopada 2011     |
| 23 | Modern Warfare                  | Justin Lin               | Emily Cutler                 | 6 maja 2010          | 14 listopada 2011    |
| 24 | English as a Second Language    | Gail Mancuso             | Tim Hobert                   | 13 maja 2010         | 14 listopada 2011    |
| 25 | Pascal's Triangle Revisited     | Joe Russo                | Hilary Winston               | 20 maja 2010         | 21 listopada 2011    |

## Sezon 2 (2010-2011)
| #  | Tytuł                                      | Reżyseria         | Scenariusz                     | Premiera NBC         | Premiera FOX      |
| -- | ------------------------------------------ | ----------------- | ------------------------------ | -------------------- | ----------------- |
| 1  | Anthropology 101                           | Joe Russo         | Chris McKenna                  | 23 września 2010     | 21 listopada 2011 |
| 2  | Accounting for Lawyers                     | Joe Russo         | Emily Cutler                   | 30 września 2010     | 28 listopada 2011 |
| 3  | The Psychology of Letting Go               | Anthony Russo     | Hilary Winston                 | 7 października 2010  | 28 listopada 2011 |
| 4  | Basic Rocket Science                       | Anthony Russo     | Andy Bobrow                    | 14 października 2010 | 5 grudnia 2011    |
| 5  | Messianic Myths and Ancient Peoples        | Tristram Shapeero | Andrew Guest                   | 21 października 2010 | 5 grudnia 2011    |
| 6  | Epidemiology                               | Anthony Hemingway | Karey Dornetto                 | 28 października 2010 | 12 grudnia 2011   |
| 7  | Aerodynamics of Gender                     | Tristram Shapeero | Adam Countee                   | 4 listopada 2010     | 12 grudnia 2011   |
| 8  | Cooperative Calligraphy                    | Joe Russo         | Megan Ganz                     | 11 listopada 2010    | 19 grudnia 2011   |
| 9  | Conspiracy Theories and Interior Design    | Adam Davidson     | Chris McKenna                  | 18 listopada 2010    | 19 grudnia 2011   |
| 10 | Mixology Certification                     | Jay Chandrasekhar | Andy Bobrow                    | 2 grudnia 2010       | 26 grudnia 2011   |
| 11 | Abed's Uncontrollable Christmas            | Duke Johnson      | Dino Stamatopoulos, Dan Harmon | 9 grudnia 2010       | 26 grudnia 2011   |
| 12 | Asian Population Studies                   | Anthony Russo     | Emily Cutler                   | 20 stycznia 2011     | 2 stycznia 2012   |
| 13 | Celebrity Pharmacology                     | Fred Goss         | Hilary Winston                 | 27 stycznia 2011     | 2 stycznia 2012   |
| 14 | Advanced Dungeons & Dragons                | Joe Russo         | Andrew Guest                   | 3 lutego 2011        | 9 stycznia 2012   |
| 15 | Early 21st Century Romanticism             | Steven Sprung     | Karey Dornetto                 | 10 lutego 2011       | 9 stycznia 2012   |
| 16 | Intermediate Documentary Filmmaking        | Joe Russo         | Megan Ganz                     | 17 lutego 2011       | 16 stycznia 2012  |
| 17 | Intro to Political Science                 | Jay Chandrasekhar | Adam Countee                   | 24 lutego 2011       | 16 stycznia 2012  |
| 18 | Custody Law and Eastern European Diplomacy | Anthony Russo     | Andy Bobrow                    | 17 marca 2011        | 23 stycznia 2012  |
| 19 | Critical Film Studies                      | Richard Ayoade    | Sona Panos                     | 24 marca 2011        | 23 stycznia 2012  |
| 20 | Competitive Wine Tasting                   | Joe Russo         | Emily Cutler                   | 14 kwietnia 2011     | 30 stycznia 2012  |
| 21 | Paradigms of Human Memory                  | Tristram Shapeero | Chris McKenna                  | 21 kwietnia 2011     | 30 stycznia 2012  |
| 22 | Applied Anthropology and Culinary Arts     | Jay Chandrasekhar | Karey Dornetto                 | 28 kwietnia 2011     | 6 lutego 2012     |
| 23 | A Fistful of Paintballs" (Part 1)          | Joe Russo         | Andrew Guest                   | 5 maja 2011          | 6 lutego 2012     |
| 24 | For a Few Paintballs More część 2          | Joe Russo         | Hilary Winston                 | 12 maja 2011         | 6 lutego 2012     |

## Sezon 3 (2011-2012)
W Polsce premierowe odcinki 3 sezonu serialu Community były emitowane od 26 kwietnia 2012 do 5 lipca 2012 na kanale FOX.
| #  | Tytuł                                           | Reżyseria         | Scenariusz                     | Premiera NBC         | Premiera FOX     |
| -- | ----------------------------------------------- | ----------------- | ------------------------------ | -------------------- | ---------------- |
| 1  | Biology 101                                     | Anthony Russo     | Garrett Donovan, Neil Goldman  | 22 września 2011     | 26 kwietnia 2012 |
| 2  | Geography of Global Conflict                    | Joe Russo         | Andy Bobrow                    | 29 września 2011     | 26 kwietnia 2012 |
| 3  | Remedial Chaos Theory                           | Jeff Melman       | Chris McKenna                  | 13 października 2011 | 3 maja 2012      |
| 4  | Competitive Ecology                             | Anthony Russo     | Maggie Bandur                  | 6 października 2011  | 3 maja 2012      |
| 5  | Horror Fiction in Seven Spooky Steps            | Tristram Shapeero | Dan Harmon                     | 27 października 2011 | 10 maja 2012     |
| 6  | Advanced Gay                                    | Joe Russo         | Matt Murray                    | 3 listopada 2011     | 10 maja 2012     |
| 7  | Studies in Modern Movement                      | Tristram Shapeero | Adam Countee                   | 10 listopada 2011    | 17 maja 2012     |
| 8  | Documentary Filmmaking: Redux                   | Joe Russo         | Megan Ganz                     | 17 listopada 2011    | 17 maja 2012     |
| 9  | Foosball and Nocturnal Vigilantism              | Anthony Russo     | Chris Kula                     | 1 grudnia 2011       | 24 maja 2012     |
| 10 | Regional Holiday Music                          | Tristram Shapeero | Steve Basilone, Annie Mebane   | 8 grudnia 2011       | 24 maja 2012     |
| 11 | Contemporary Impressionists                     | Kyle Newacheck    | Alex Cooley                    | 22 marca 2012        | 31 maja 2012     |
| 12 | Urban Matrimony and the Sandwich Arts           | Kyle Newacheck    | Vera Santamaria                | 15 marca 2012        | 31 maja 2012     |
| 13 | Digital Exploration of Interior Design" część 1 | Dan Eckman        | Chris McKenna                  | 29 marca 2012        | 7 czerwca 2012   |
| 14 | Pillows and Blankets" cześć 2                   | Tristram Shapeero | Andy Bobrow                    | 5 kwietnia 2012      | 7 czerwca 2012   |
| 15 | Origins of Vampire Mythology                    | Steven Tsuchida   | Dan Harmon                     | 12 kwietnia 2012     | 14 czerwca 2012  |
| 16 | Virtual Systems Analysis                        | Tristram Shapeero | Matt Murray                    | 19 kwietnia 2012     | 14 czerwca 2012  |
| 17 | Basic Lupine Urology                            | Rob Schrab        | Megan Ganz                     | 26 kwietnia 2012     | 21 czerwca 2012  |
| 18 | Course Listing Unavailable                      | Tristram Shapeero | Tim Saccardo                   | 3 maja 2012          | 21 czerwca 2012  |
| 19 | Curriculum Unavailable                          | Adam Davidson     | Adam Countee                   | 10 maja 2012         | 28 czerwca 2012  |
| 20 | Digital Estate Planning                         | Adam Davidson     | Matt Warburton                 | 17 maja 2012         | 28 czerwca 2012  |
| 21 | The First Chang Dynasty                         | Jay Chandrasekhar | Matt Fusfeld, Alex Cuthbertson | 17 maja 2012         | 5 lipca 2012     |
| 22 | Introduction to Finality                        | Tristram Shapeero | Steve Basilone, Annie Mebane   | 17 maja 2012         | 5 lipca 2012     |

## Sezon 4 (2013)
W Polsce premierowe odcinki serialu czwartego sezonu Community były emitowane od 24 kwietnia 2013 na kanale FOX.
| #  | Tytuł                                      | Polski tytuł                                    | Reżyseria            | Scenariusz                                  | Premiera NBC     | Premiera FOX     |
| -- | ------------------------------------------ | ----------------------------------------------- | -------------------- | ------------------------------------------- | ---------------- | ---------------- |
| 1  | History 101                                | Igrzyska                                        | Tristram Shapeero    | Andy Bobrow                                 | 7 lutego 2013    | 24 kwietnia 2013 |
| 2  | Paranormal Parentage                       | Paranormalne rodzicielstwo                      | Tristram Shapeero    | Megan Ganz                                  | 14 lutego 2013   | 24 kwietnia 2013 |
| 3  | Conventions of Space and Time              | Konwencje przestrzeni i czasu                   | Michael Patrick Jann | Maggie Bandur                               | 21 lutego 2013   | 1 maja 2013      |
| 4  | Alternative History of the German Invasion | Alternatywna historia niemieckiej inwazji       | Steven Tsuchida      | Ben Wexler                                  | 28 lutego 2013   | 1 maja 2013      |
| 5  | Cooperative Escapism in Familial Relations | Kooperatywny eskapizm i relacje rodzinne        | Tristram Shapeero    | Steve Basilone, Annie Mebane                | 7 marca 2013     | 8 maja 2013      |
| 6  | Advanced Documentary Filmmaking            | Zaawansowana produkcja filmów dokumentalnych    | Jay Chandrasekhar    | Hunter Covington                            | 14 marca 2013    | 8 maja 2013      |
| 7  | Economics of Marine Biology                | Ekonomia biologii morskiej                      | Tricia Brock         | Tim Saccardo                                | 21 marca 2013    | 15 maja 2013     |
| 8  | Herstory of Dance                          | Jej wersja historii tańca                       | Tristram Shapeero    | Jack Kukoda                                 | 4 kwietnia 2013  | 15 maja 2013     |
| 9  | Intro to Felt Surrogacy                    | Wstęp do odczuwalnego macierzyństwa zastępczego | Tristram Shapeero    | Gene Hong                                   | 11 kwietnia 2013 | 22 maja 2013     |
| 10 | Intro to Knots                             | Wstęp do robienia węzłów                        | Tristram Shapeero    | Andy Bobrow                                 | 18 kwietnia 2013 | 22 maja 2013     |
| 11 | Basic Human Anatomy                        | Podstawy ludzkiej anatomii                      | Beth McCarthy-Miller | Jim Rash                                    | 25 kwietnia 2013 | 29 kwietnia 2013 |
| 12 | Heroic Origins                             | Bohaterskie pochodzenie                         | Victor Nelli Jr.     | Steve Basilone, Annie Mebane, Maggie Bandur | 4 kwietnia 2013  | 29 kwietnia 2013 |
| 13 | Advanced Introduction to Finality          | Zaawansowany wstęp do ostateczności             | Tristram Shapeero    | Megan Ganz                                  | 9 maja 2013      | 5 czerwca 2013   |

## Sezon 5 (2014)
| #  | Tytuł                                      | Polski tytuł                                | Reżyseria         | Scenariusz               | Premiera NBC     | Premiera Fox Polska |
| -- | ------------------------------------------ | ------------------------------------------- | ----------------- | ------------------------ | ---------------- | ------------------- |
| 1  | Repilot                                    | Od początku po raz drugi                    | Tristram Shapeero | Dan Harmon Chris McKenna | 2 stycznia 2014  | 9 kwietnia 2014     |
| 2  | Introduction to Teaching                   | Wstęp do nauczenia                          | Jay Chandrasekhar | Andy Bobrow              | 2 stycznia 2014  | 9 kwietnia 2014     |
| 3  | Basic Intergluteal Numismatics             | Podstawy numizmatyki międzypośladkowej      | Tristram Shapeero | Erik Sommers             | 9 stycznia 2014  | 16 kwietnia 2014    |
| 4  | Cooperative Polygraphy                     | Wspólna wariografia                         | Tristram Shapeero | Alex Rubens              | 16 stycznia 2014 | 16 kwietnia 2014    |
| 5  | Geothermal Escapism                        | Eskapizm geotermalny                        | Joe Russo         | Tim Saccardo             | 23 stycznia 2014 | 23 kwietnia 2014    |
| 6  | Analysis of Cork-Based Networking          | Analiza kontaktów na bazie korkowej tablicy | Tristram Shapeero | Monica Padrick           | 30 stycznia 2014 | 23 kwietnia 2014    |
| 7  | Bondage and Beta Male Sexuality            | Zniewolenie i męska seksualność typu beta   | Tristram Shapeero | Dan Guterman             | 27 lutego 2014   | 30 kwietnia 2014    |
| 8  | App Development and Condiments             | Testowanie aplikacji z dodatkami            | Rob Schrab        | Jordan Blum Parker Deay  | 6 marca 2014     | 30 kwietnia 2014    |
| 9  | VCR Maintenance and Educational Publishing | Naprawa wideo i wydawnictwa edukacyjne      | Tristram Shapeero | Donald Diego             | 13 marca 2014    | 7 maja 2014         |
| 10 | Advanced Advanced Dungeons & Dragons       | Lochy i smoki – wersja dla zaawansowanych   | Joe Russo         | Matt Roller              | 20 marca 2014    | 7 maja 2014         |
| 11 | G.I. Jeff                                  | G.I. Jeff                                   | Rob Schrab        | Dino Stamatopoulos       | 3 kwietnia 2014  | 7 maja 2014         |
| 12 | Basic Story                                | Podstawowa historia                         | Jay Chandrasekhar | Carol Kolb               | 10 kwietnia 2014 | 14 maja 2014        |
| 13 | Basic Sandwich                             | Podstawowa kanapka                          | Rob Schrab        | Ryan Ridley              | 17 kwietnia 2014 | 21 maja 2014        |

## Sezon 6 (2015)
| #  | Tytuł                                          | Polski tytuł                                  | Reżyseria           | Scenariusz                | Premiera Yahoo!  | Premiera FOX Comedy |
| -- | ---------------------------------------------- | --------------------------------------------- | ------------------- | ------------------------- | ---------------- | ------------------- |
| 1  | Ladders                                        | Drabiny                                       | Rob Schrab          | Dan Harmon, Chris McKenna | 17 marca 2015    | 14 kwietnia 2015    |
| 2  | Lawnmower Maintenance and Postnatal Care       | Obsługa kosiarki i opieka poporodowa          | Jim Rash, Nat Faxon | Alex Rubens               | 17 marca 2015    | 21 kwietnia 2015    |
| 3  | Basic Crisis Room Decorum                      | Podstawy przyzwoitości w sztabie kryzysowym   | Bobcat Goldthwait   | Monica Padrick            | 24 marca 2015    | 28 kwietnia 2015    |
| 4  | Queer Studies and Advanced Waxing              | Gejowski dziekan i wschodnie sztuki walki     | Jim Rash, Nat Faxon | Matt Lawton               | 31 marca 2015    | 5 maja 2015         |
| 5  | Laws of Robotics and Party Rights              | Prawa robotyki i zasady imprezowania          | Rob Schrab          | Dean Young                | 7 kwietnia 2015  | 12 maja 2015        |
| 6  | Basic Email Security                           | Podstawy bezpieczeństwa poczty elektronicznej | Jay Chandrasekhar   | Matt Roller               | 14 kwietnia 2015 | 19 maja 2015        |
| 7  | Advanced Safety Features                       | Zaawansowane zabezpieczenia                   | Rob Schrab          | Carol Kolb                | 21 kwietnia 2015 | 26 maja 2015        |
| 8  | Intro to Recycled Cinema                       | Wprowadzenie do przetworzonego kina           | Victor Nelli Jr.    | Clay Lapari               | 28 kwietnia 2015 | 2 czerwca 2015      |
| 9  | Grifting 101                                   | Kanciarstwo                                   | Rob Schrab          | Ryan Ridley               | 5 maja 2015      | 9 czerwca 2015      |
| 10 | Basic RV Repair and Palmistry                  | Podstawy naprawy kampera i chiromancja        | Jay Chandrasekhar   | Dan Guterman              | 12 maja 2015     | 16 czerwca 2015     |
| 11 | Modern Espionage                               | Nowoczesne metody szpiegowskie                | Rob Schrab          | Mark Stegemann            | 19 maja 2015     | 23 czerwca 2015     |
| 12 | Wedding Videography                            | Wideografia weselna                           | Adam Davidson       | Briggs Hatton             | 26 maja 2015     | 30 czerwca 2015     |
| 13 | Emotional Consequences of Broadcast Television | Konsekwencje emocjonalne telewizji publicznej | Rob Schrab          | Dan Harmon, Chris McKenna | 2 czerwca 2015   | 7 lipca 2015        |